# 24 heures non-stop d'Eppeville
Le 24 heures non-stop d'Eppeville est une épreuve de course à pied appartenant à la catégorie des courses horaires d'ultrafond.

## Histoire
La course a lieu chaque année depuis 1986 le 1er samedi de mai à Eppeville dans le département de la Somme,.
La première édition a eu lieu en 1986 sous la direction de Daniel Cadet, président de l'AS Eppeville. Son directeur de course a été d'abord Gérard Froidure puis maintenant Juanella Gressier, Daniel Cadet étant toujours aux manettes techniques.
Plusieurs circuits ont été proposés depuis la création de la course (le parcours original mesure 2820m environ et a été utilisé jusqu'en 2012), le circuit actuel emprunte le parcours historique, mais en sens inverse. En 2024, le record de l'épreuve a été amélioré par l'international belge Stijn Van Lokeren.
Le départ et les pointages se situent toujours à la salle des sports Philippe Slusarcsyk.

## Records
Lors de l'édition n°1 en 1986, le vainqueur, le Breton, directeur de l'IUT d'Amiens, colonel de réserve, le vétéran Joseph Tudo établit un record du monde avec 245.712 km. Il améliore son propre record deux fois de suite pour le porter sur le même circuit avec 247.858 km en 1989.

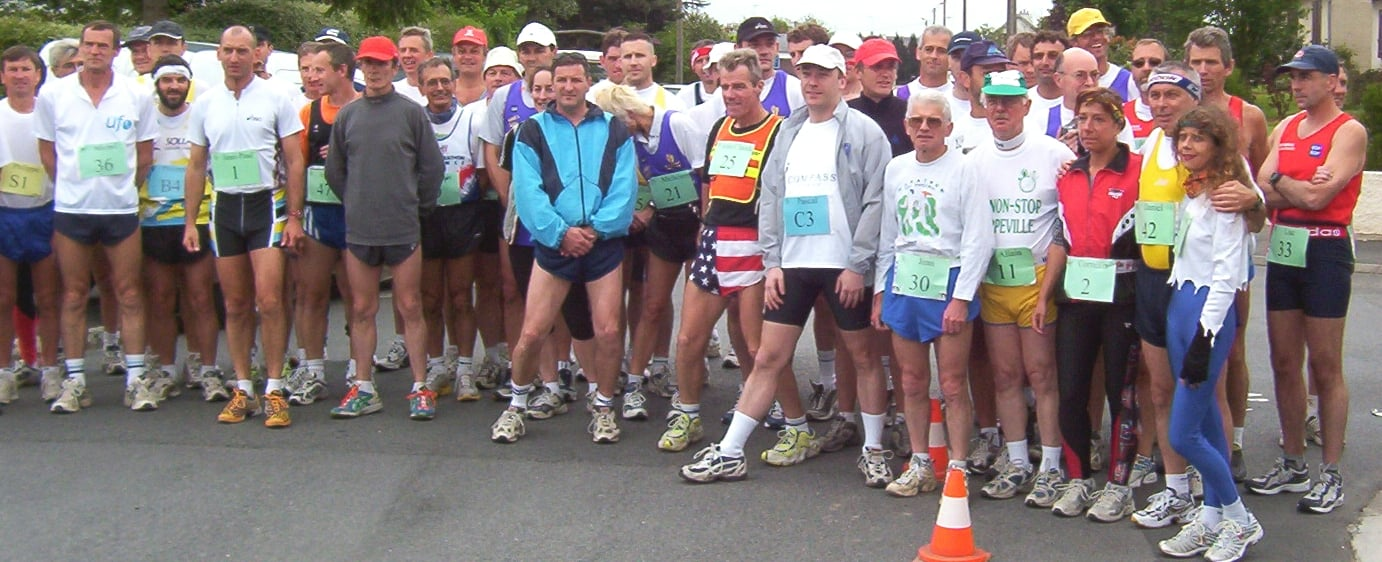
Départ des 24h d'Eppeville en 2003

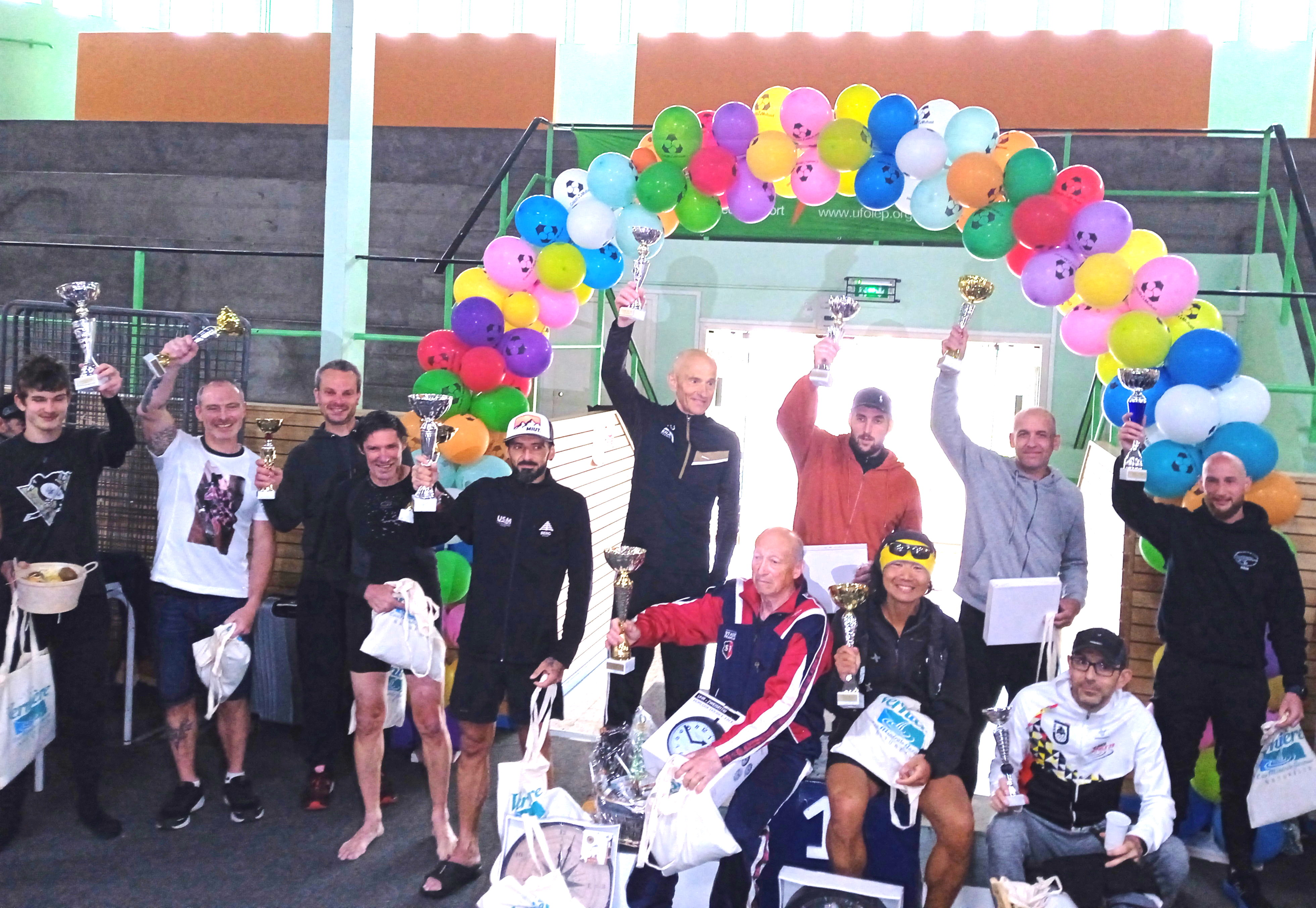
Remise des récompenses

Le record féminin est détenu par l'athlète allemande Cornelia Bullig avec 203.324 km établi en 2003.
En mai 2024, le coureur belge Stijn Van Lokeren améliore le record datant de 35 ans, porté à désormais à 255,925 km.

## Palmarès
Résultats des 24 heures d'Eppeville d'après la Deutsche Ultramarathon-Vereinigung (DUV) et du site officiel de l'épeuve :
| Année | Vainqueur(e) scratch            | Distance   |
| 2025  | Ray Qi                          | 208.300 km |
| 2024  | Stijn Van Lokeren               | 255.925 km |
| 2023  | Ray Qi                          | 204.599 km |
| 2022  | Jean-Christophe Godou           | 186.013 km |
| 2019  | Michael Vinciati                | 181.724 km |
| 2018  | Jean-Claude Dubois              | 178.375 km |
| 2017  | Valentin Costa                  | 228.469 km |
| 2016  | Jean-Louis Vidal                | 197.846 km |
| 2015  | Rene Lecacheur                  | 213.560 km |
| 2014  | Gerard Leman                    | 192.340 km |
| 2013  | Rene Lecacheur                  | 225.165 km |
| 2012  | Marc Etiemble                   | 207.033 km |
| 2011  | Rene Lecacheur                  | 196.587 km |
| 2010  | Manuel Sedilot                  | 215.335 km |
| 2009  | Sebastiao Ferreira da Guia Neto | 199.509 km |
| 2008  | Andreas Baier                   | 219.893 km |
| 2007  | Patrick Leysen                  | 210.750 km |
| 2006  | Christian Efflam                | 212.658 km |
| 2005  | Bruno Candy                     | 201.962 km |
| 2004  | Joseph Falvo                    | 205.640 km |
| 2003  | Jean-Claude Le Gargasson        | 225.694 km |
| 2002  | Thomas Kabuss                   | 223.306 km |
| 2001  | Jean-Luc Feucher                | 206.819 km |
| 2000  | Luciano Prado dos Santos        | 209.723 km |
| 1999  | Seigi Arita                     | 243.436 km |
| 1998  | Herve Gomes                     | 197.454 km |
| 1997  | Antoine Pierson                 | 204.020 km |
| 1996  | Jacques Grassart                | 204.130 km |
| 1995  | Jean-Luc Feucher                | 190.148 km |
| 1994  | Denis Hetroy                    | 210.655 km |
| 1993  | Denis Hetroy                    | 238.257 km |
| 1992  | Otto Seitl                      | 229.916 km |
| 1991  | Otto Seitl                      | 229.916 km |
| 1990  | Otto Seitl                      | 224.949 km |
| 1989  | Joseph Tudo                     | 247.858 km |
| 1988  | Joseph Tudo                     | 239.020 km |
| 1987  | Joseph Tudo                     | 247.692 km |
| 1986  | Joseph Tudo                     | 245.712 km |